# Hermann Kohl
Hermann Kohl (* 4. Jänner 1920 in Linz; † 30. Dezember 2010) war ein österreichischer Geograf, Geologe, Pädagoge und Museumsleiter.

## Leben
Hermann Kohl studierte 1938 bis 1952 mit kriegsbedingter Unterbrechung Geografie und Geologie in Wien und Graz. 1946 legte er die Lehramtsprüfung ab und war 1947 bis 1971 Mittelschulprofessor am Khevenhüller Gymnasium Linz. Daneben verfasste er seine Dissertation zum Thema Geomorphologie des mittleren Mühlviertels und des Donautales von Ottensheim bis Mauthausen und promovierte 1952 an der Universität Graz.
1971 bis 1979 war er Kustos für geowissenschaftliche Sammlungen am OÖ. Landesmuseum. 1977 habilitierte er auf Einladung von Prof. Fink an der Universität Wien zum Thema Beiträge zur Quartärforschung von Oberösterreich und hielt bis 1985 universitäre Lehrveranstaltungen in Geografie und Geologie ab.
1979 bis 1984 war er Direktor der Oberösterreichischen Landesmuseen.
Er wurde 1965 mit dem Theodor-Körner-Preis ausgezeichnet und war (Ehren-)Mitglied zahlreicher wissenschaftlicher Institutionen. Er verfasste zahlreiche Schriften und wissenschaftliche Beiträge.

## Publikationen (Auswahl)
- Hermann Kohl: Geomorphologie des mittleren Mühlviertels und des Donautales von Ottensheim bis Mauthausen. Dissertation, Graz 1952.
- Hermann Kohl: 150 Jahre Oberösterreichisches Landesmuseum. Oberösterreichisches Landesmuseum, Linz 1983.
- Hermann Kohl: Das Eiszeitalter in Oberösterreich. Abriß einer Quartärgeologie von Oberösterreich. In: Jahrbuch des Oberösterreichischen Musealvereines. Jahrgang 142–144, Linz 1997–1999 (zobodat.at [PDF], zobodat.at [PDF], zobodat.at [PDF]).
- Hermann Kohl: Das Eiszeitalter in Oberösterreich. Abriss einer Quartärgeologie von Oberösterreich (= Schriftenreihe des Oberösterreichischen Musealvereines – Gesellschaft für Landeskunde. Band 17). Linz 2000, ISBN  3-9500627-06-9 (defekt).